# Усков, Андрей Александрович
Андрей Александрович Усков (род. 7 августа 1973, Смоленск) — российский учёный, доктор технических наук (2007), профессор (2010).

## Биография
Родился 7 августа 1973 года в городе Смоленске Смоленской области.
В 1996 году окончил Московский энергетический институт (технический университет) по специальности «Автоматика и управление в технических системах».
В 2001 году защитил кандидатскую диссертацию в Московский энергетический институт на тему «Разработка методов анализа частотно-импульсных систем с билинейными обратными связями в объекте управления».
В 2007 году защитил докторскую диссертацию на специальную тему в Военной академии войсковой противовоздушной обороны Вооруженных Сил Российской Федерации.
В 2010 году присвоено ученое звание профессор по кафедре Прикладной информатики и математики.

## Научная деятельность

### Основные научные результаты
- Разработал теорию системы с нечеткими моделями объектов управления, отличительной особенностью которого является представление объекта управления базой знаний в виде нечетких продукционных правил — нечеткой моделью, для указанных систем предложены критерии устойчивости и качества управления, а также методы синтеза регуляторов, что может найти применение при решении задач управления в условиях неопределенности.
- Предложил теорию фармакоэкономической соразмерности — раздел фармакоэкономики, позволяющий находить оптимальные решения на основе рассмотрения пропорций между разными статьями затрат, на основе указанной теории решены задачи нахождения оптимального охвата вакцинацией, выбора оптимальных по экономическим критериям с точки зрения системы здравоохранения в целом схем лечения заболеваний, разработана методика построения оптимальных схем скрининга латентно протекающих заболеваний.

### Область научных интересов
Математические методы управления и принятия решений, системный анализ, математические модели и методы в фармакоэкономике.

### Научные труды
Автор более 100 научных работ (в том числе 5 монографий).
- Усков А. А., Кузьмин А. В. Интеллектуальные технологии управления. Искусственные нейронные сети и нечеткая логика. — М.: Горячая Линия — Телеком, 2004. — 143 с. (Более 450 цитирований)
- Усков А. А., Круглов В. В. Интеллектуальные системы управления на основе методов нечеткой логики, 2003. — 177 с. (Более 100 цитирований)
- Усков А. А. и др. Гибридные нейросетевые методы моделирования сложных объектов: Монография, 2011. — 132 с.
- Усков А. А., Киселев Е. В. Теория нечетких супервизорных систем управления: Монография, 2013.
- Усков А. А. Системы с нечеткими моделями объектов управления: Монография, 2013.
- Круглов В. В., Усков А. А. Достаточное условие устойчивости замкнутых систем управления с нечеткими логическими регуляторами // Известия РАН. Теория и системы управления. 2004. № 4. С. 47-51[3].
- Усков А. А. Устойчивость систем с блоками нечеткого логического вывода в объекте управления // Управление большими системами. Выпуск 39. М.: Институт проблем управления им. В. А. Трапезникова РАН, 2012. С.155-164[4].
- Усков А. А. Достаточное условие устойчивости систем управления с одномерными блоками нечеткого вывода. Проблемы управления. 2014. № 4. С. 14-19.[5].
- Усков А. А., Шипилов М. В., Тутельян А. В., Акимкин В. Г. Фармакоэкономический анализ лечения сальмонеллеза. Инфекционные болезни. 2019; 17(1): 44-51.
- Усков А. А., Шипилов М. В., Тутельян А. В. Фармакоэкономическое обоснование использования четырёхвалентной вакцины против гриппа в Российской Федерации. Инфекционные болезни. 2020; 18(1): 96-101.
- Усков А. А. Принятие оптимальных решений в фармакоэкономике на основе теории экономической соразмерности / А. А. Усков, И. Н. Денисова, Л. Ф. Ковалева и др. // Экономика и менеджмент систем управления. 2020. № 1 (35). С. 70-76.